# Joseph Ferdinand Damberger
Joseph Ferdinand Damberger SJ (* 1. März 1795 in Passau; † 1. April 1859 im Kloster Schäftlarn) war ein deutscher römisch-katholischer Priester und Theologe.

## Leben
Joseph Ferdinand Damberger besuchte das Gymnasium Leopoldinum seiner Heimatstadt. Danach studierte er zunächst Rechtswissenschaften in Landshut, dann Theologie in Salzburg, Landshut und München. 1818 wurde er zum Priester geweiht. Während seiner Zeit am Münchner Lyzeum widmete er sich historischen Studien. Bis 1837 war er besonders als Prediger in Landshut und in St. Kajetan und Adelheid tätig.
1837 trat er als „frei resignierter Pfarrer“, also als jemand, der auf die Rechte eines Pfarrers aus freien Stücken verzichtet hatte, der Gesellschaft Jesu bei. Er absolvierte sein Noviziat in Brig. Danach war er als Missionsprediger tätig, insbesondere im Kanton Wallis, und ab 1845 als Professor für Kirchengeschichte in Luzern. Die Niederlage des Sonderbundes im Jahre 1847 brachte die Vertreibung der Jesuiten aus der Schweiz mit sich. Damberger verbrachte mehrere Jahre in Innsbruck und Regensburg und wurde 1853 Beichtvater im Kloster Schäftlarn in Bayern, wo er starb.

## Schriften (Auswahl)
- (Übersetzung:) Höchst denkwürdige Erklärung des Heiligsten Vaters Leo XII. über den Zweck des Jubel-Ablasses und wie derselbe zu gewinnen sey. Landshut 1826.
- Fürstentafel der Staaten-Geschichte. Regensburg 1831.
- Ostern, die Zeit der Gnade. München 1844.
- Synchronistische Geschichte der Kirche und der Welt im Mittelalter. Regensburg 1850–1863.